# 2641 Lipschutz
2641 Lipschutz este un asteroid din centura principală, descoperit pe 4 aprilie 1949 de Goethe Link Obs..